# Bâra (okręg Neamț)
Bâra – wieś w Rumunii, w okręgu Neamț, w gminie Bâra. W 2011 roku liczyła 636 mieszkańców.